# Alfred Joseph Naquet

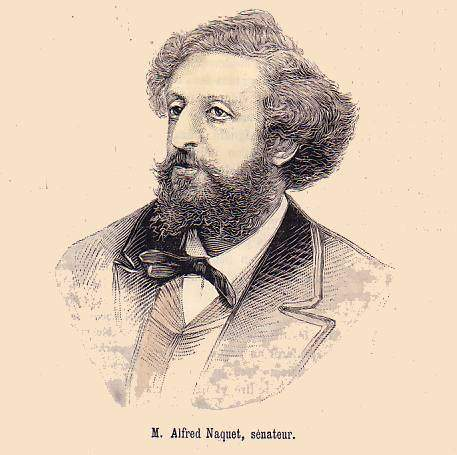
Alfredo Naquet

Alfred Joseph Naquet (6 de octubre de 1834-10 de noviembre de 1916) fue un químico y político francés.

## Biografía
Naquet nació en Carpentras (Vaucluse) el 6 de octubre de 1834. En 1863 se convirtió en profesor de la Facultad de Medicina de París y, ese mismo año, en profesor de química en Palermo, donde impartía sus clases en italiano. En 1867 perdió su cátedra y sus derechos cívicos al ser condenado a quince meses de prisión por su participación en una sociedad secreta. En 1869, tras un nuevo proceso por su libro Religion, propriété, famille, se refugió en España. De regreso a Francia, bajo el gobierno de Émile Ollivier, participó activamente en la revolución del 4 de septiembre de 1870 y se convirtió en secretario de la comisión de defensa nacional.
En la Asamblea Nacional francesa se situó en la extrema izquierda, oponiéndose sistemáticamente a la política oportunista de los sucesivos gobiernos. Reelegido en la Cámara de Diputados de Francia, inició la agitación contra las leyes matrimoniales a la que su nombre está especialmente vinculado. Su propuesta de restablecimiento del divorcio se debatió en mayo de 1879 y de nuevo en 1881 y 1882, convirtiéndose en ley dos años después. Naquet, aunque en principio no estaba de acuerdo con la creación de una segunda cámara, consiguió que se le eligiera como miembro del Senado de Francia en 1883 para pilotar su medida en ese órgano. En 1884, gracias a sus esfuerzos, el divorcio se hizo legal después de tres años de separación definitiva a petición de una de las partes. En 1890 renunció al Senado para volver a entrar en la Cámara de Diputados, esta vez por el distrito 5 de París, y ocupó su escaño con los diputados boulangistas. Tras el suicidio de Boulanger, su influencia política disminuyó, y se vio aún más comprometida por las acusaciones (de las que fue absuelto legalmente) en relación con los escándalos de Panamá. Naquet murió en París el 10 de noviembre de 1916.

## Obras

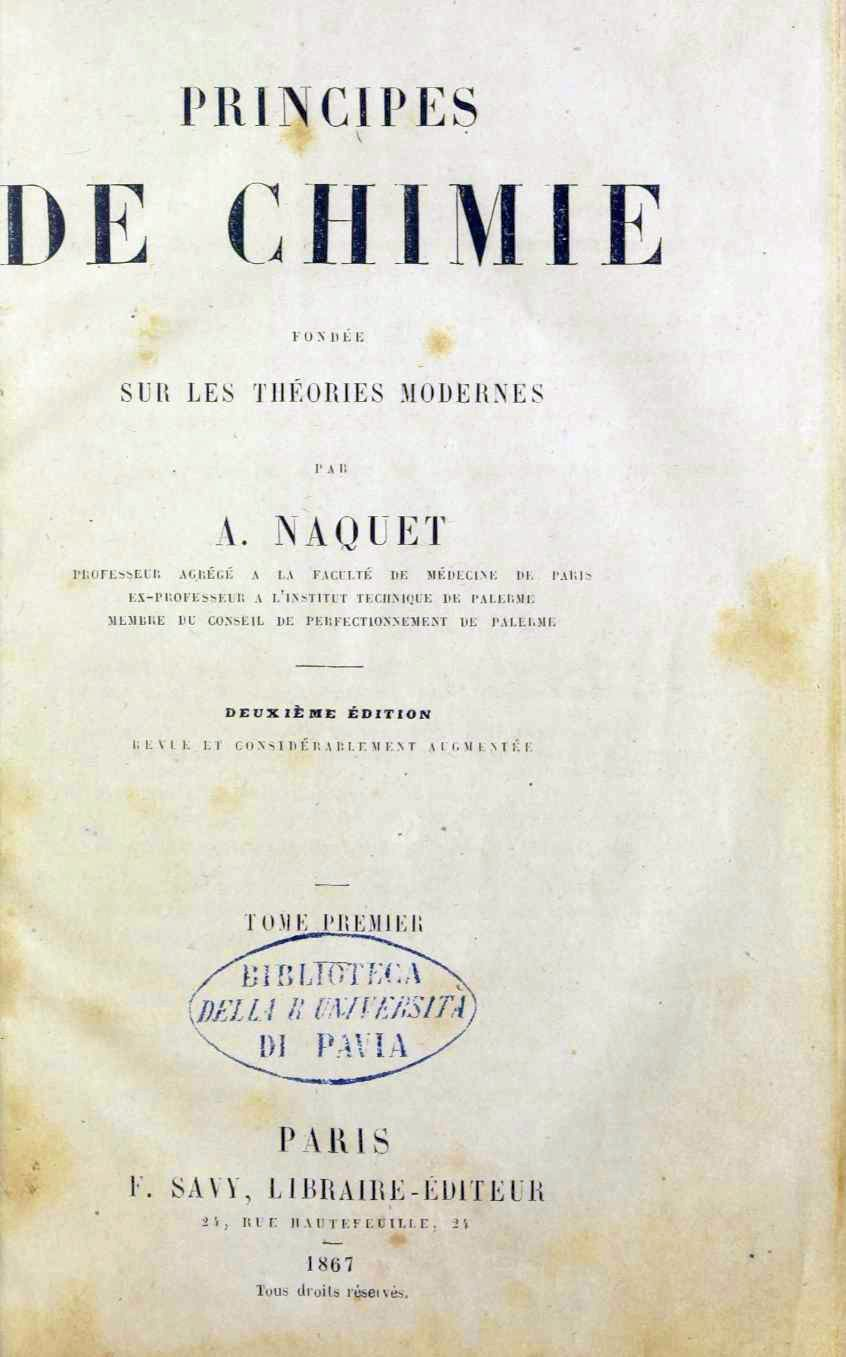
Principes de chimie fondée sur les théories modernes, 1867

A la tesis de doctorado, Application de l'analyse chimique à la toxicologie (1859), le siguieron numerosos trabajos sobre química publicados en revistas especializadas, y su Principes de chimie fondés sur les théories modernes (1865) alcanzó su quinta edición en 1890. Es más conocido por sus obras políticas, Socialisme collectiviste et socialisme libéral (1890, traducido al inglés en 1891), Temps Futurs: Socialisme-Anarchie (1900), L'Humanité et la patrie (1901), La Loi du divorce (1903), L'Anarchie et le collectivisme (1904), y Désarmement ou alliance anglaise (1908).

### Lista de obras
- Principes de chimie fondée sur les théories modernes (en francés) 1. Paris: Savy. 1867.
  - Principes de chimie fondée sur les théories modernes (en francés) 2. Paris: Savy. 1867.